# Grüne Meerkatzen
Die Grünen Meerkatzen (Chlorocebus) sind eine Primatengattung aus der Familie der Meerkatzenverwandten (Cercopithecidae). Sie sind in weiten Teilen Afrikas südlich der Sahara verbreitet und teilweise bodenbewohnend. Sie leben in großen, gemischten Gruppen mit komplexer Rangordnung und sind Allesfresser.

## Merkmale
Das Fell der Grünen Meerkatzen erscheint kurz und an der Oberseite graugrün gefärbt, die Unterseite sowie der Haarkranz um das Gesicht ist weißlich-gelb. Das Gesicht selbst ist haarlos und schwarz. Grüne Meerkatzen erreichen eine Kopfrumpflänge von 40 bis 60 Zentimetern (dazu kommt noch der 30 bis 70 Zentimeter lange Schwanz), sowie ein Gewicht von rund 3 bis 7 Kilogramm. Die Männchen sind etwas größer als die Weibchen. Die Männchen haben charakteristisch gefärbte Genitalien: das Skrotum ist meist leuchtend-blau und der Penis rot.

## Verbreitung und Lebensraum
Diese Primatengattung ist in ganz Afrika südlich der Sahara beheimatet; ihr Verbreitungsgebiet erstreckt sich von Senegal über Äthiopien bis Südafrika. Die Westliche Grünmeerkatze lebt auch auf St. Kitts und anderen Karibikinseln, wohin sie im 16. Jahrhundert vom Menschen eingeführt wurde. Im Gegensatz zu den eigentlichen Meerkatzen sind sechs Arten der Grünen Meerkatzen keine ausgeprägten Waldbewohner, sondern bevorzugen offenes Gelände wie Savannen. Allerdings müssen sie jeden Tag trinken und sind daher auf Wasser angewiesen, sodass man sie nie weit von Flüssen oder Seen entfernt findet. Sie sind nicht sehr wählerisch in Bezug auf ihren Lebensraum, meiden aber allzu dichte Wälder und gänzlich baumlose Gebiete. Eine Ausnahme ist die Dryasmeerkatze, die im Kongobecken vorkommt.

## Lebensweise

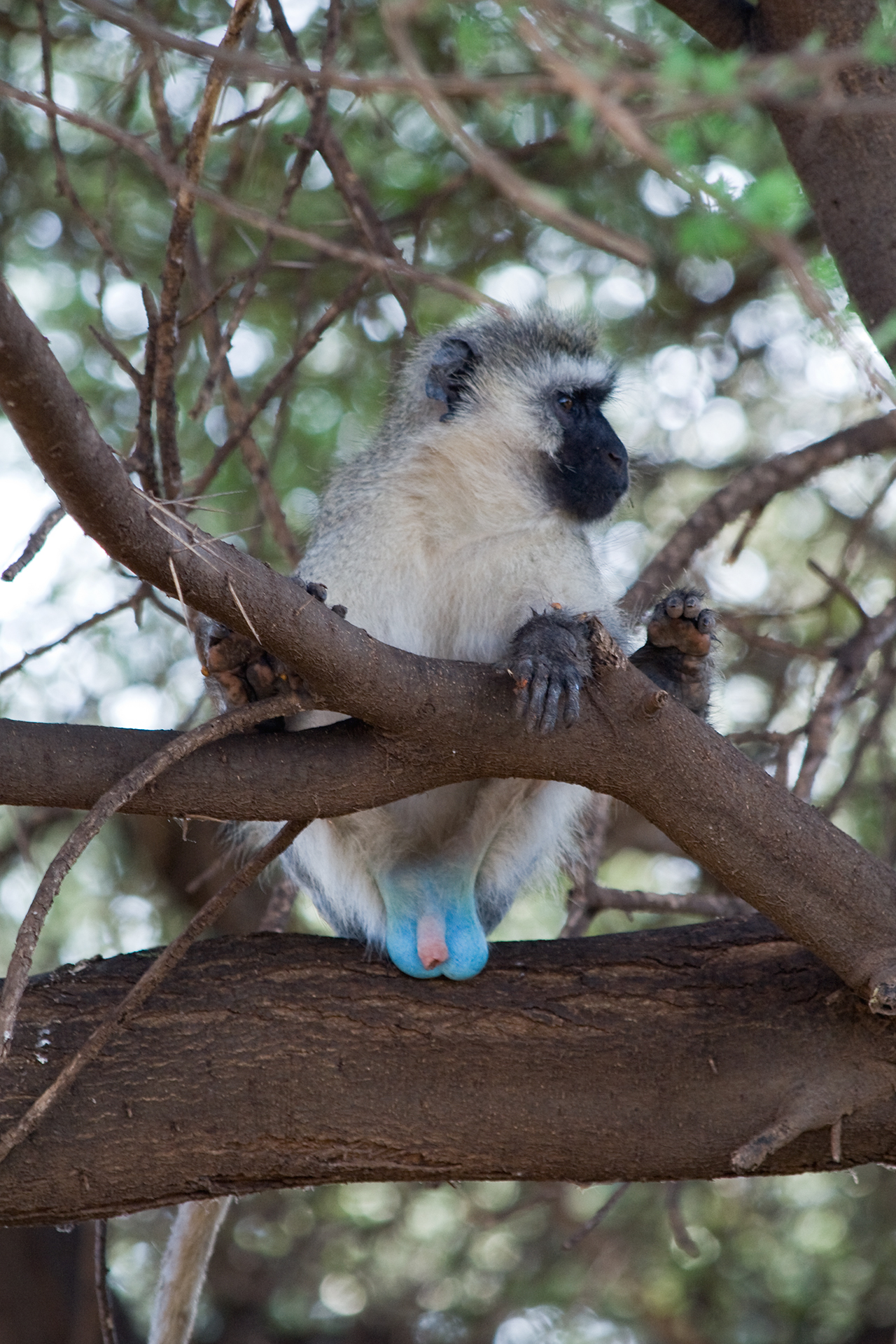
Südliche Grünmeerkatze (Chlorocebus pygerythrus) mit gut erkennbaren leuchtend gefärbten Genitalien

Obwohl sie gut klettern können, sind Grüne Meerkatzen eher Bodenbewohner, die weite Strecken auf der Erde zurücklegen. Sie sind tagaktiv, vor allem am frühen Morgen und am späteren Nachmittag oder frühen Abend.
Sie leben in großen Gruppen, die aus einigen Männchen, vielen Weibchen und deren Nachwuchs bestehen und bis zu 80 Tiere umfassen können. Die Gruppenhierarchie spielt eine wichtige Rolle: dominante Männchen und Weibchen haben Vorrechte bei der Futtersuche und lassen sich oft das Fell von untergeordneten Tieren pflegen. Während junge Männchen bei Eintritt der Geschlechtsreife ihre Gruppe verlassen müssen, bleiben Weibchen in ihrer Gruppe und nehmen manchmal die Rolle ihrer Mütter ein. Grüne Meerkatzen sind territoriale Tiere, eine Gruppe beansprucht ein Gebiet von rund 0,1 bis 1 km². Sie kennen eine Vielzahl von Lauten, mit denen andere Gruppen vor dem eigenen Revier gewarnt werden, vor Räubern gewarnt werden soll oder andere Gruppenmitglieder gesucht werden sollen. Auch Gesichtsausdrücke und Körperhaltungen dienen der Kommunikation, so hebt das Männchen seinen Schwanz und präsentiert den Penis, um auf das eigene Revier hinzuweisen. Das Herzeigen der auffällig gefärbten Geschlechtsteile dient auch dazu, die Hierarchie innerhalb der Gruppe deutlich zu machen.
Zu ihren natürlichen Feinden gehören Raubkatzen, Paviane, Schakale, Hyänen, Greifvögel und Riesenschlangen.

## Nahrung
Grüne Meerkatzen sind Allesfresser. Der Schwerpunkt ihrer Nahrung liegt jedoch auf Gräsern und Früchten. Gelegentlich nehmen sie auch Insekten und kleine Wirbeltiere zu sich.

## Fortpflanzung
Um Paarungsbereitschaft zu signalisieren, präsentiert das Weibchen dem Männchen seine Vulva. Da es in den Gruppen mehr Weibchen als Männchen gibt, paart sich jedes Männchen mit mehreren Weibchen. Nach der Geburt zeigen die Väter keinerlei Interesse an den Kindern, allerdings beteiligen sich andere Weibchen der Gruppe an der Aufzucht des Nachwuchses. Auch hier kommt die Hierarchie zum Ausdruck, da die Weibchen sich eher um Jungtiere von höhergestellten Tieren kümmern. Die Tragzeit beträgt rund 160 Tage, meist kommt ein einzelnes Jungtier zur Welt. Die Geburt fällt in den Beginn der Regenzeit, in der ausreichend Nahrung zur Verfügung steht. Das Jungtier wird nach rund 6 Monaten entwöhnt und ist mit 2 bis 3 Jahren geschlechtsreif. Die Lebenserwartung der Grünen Meerkatzen beträgt rund 30 Jahre.

## Systematik

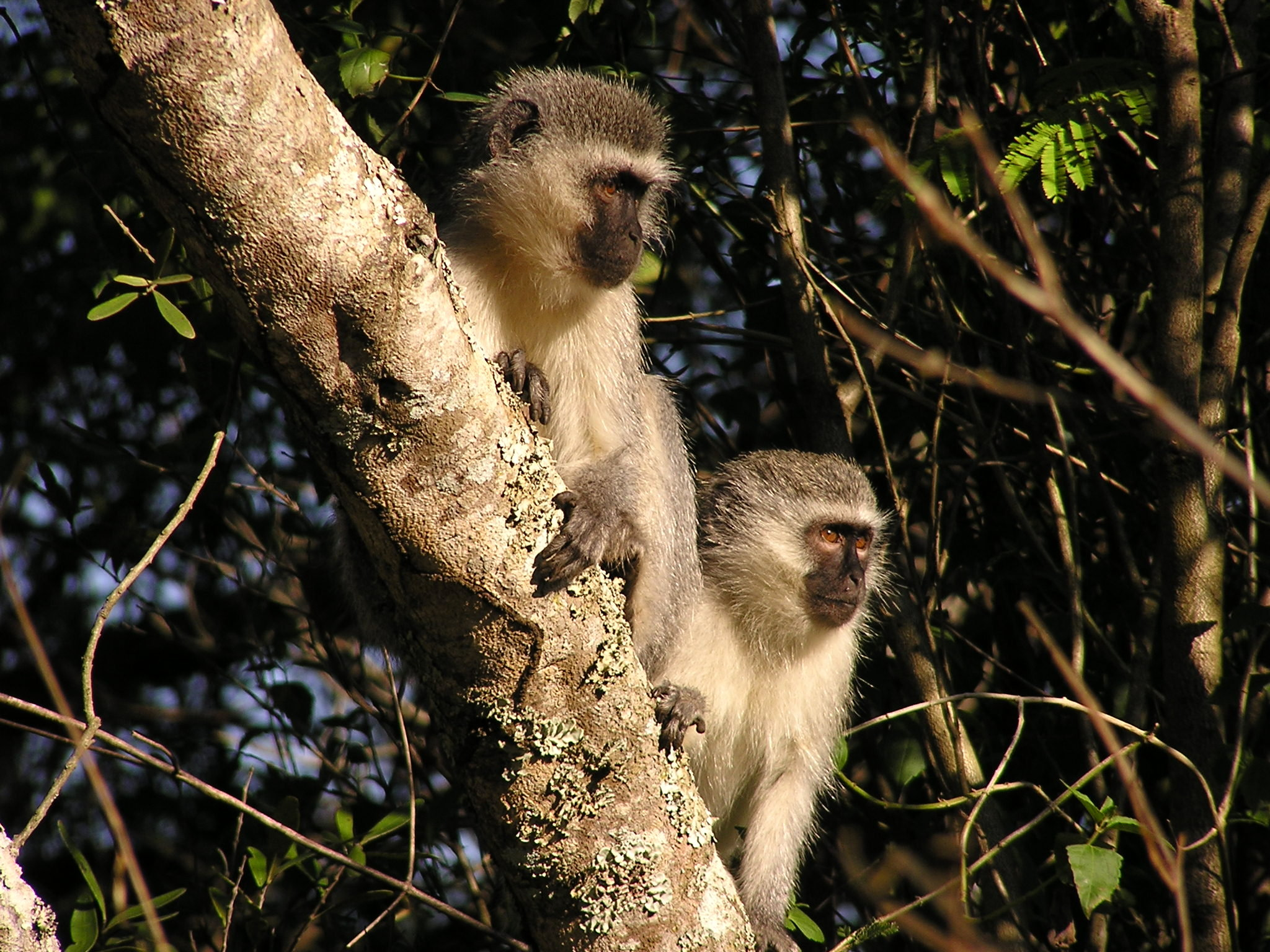
Südliche Grüne Meerkatzen im Hluhluwe-iMfolozi-Park, Südafrika

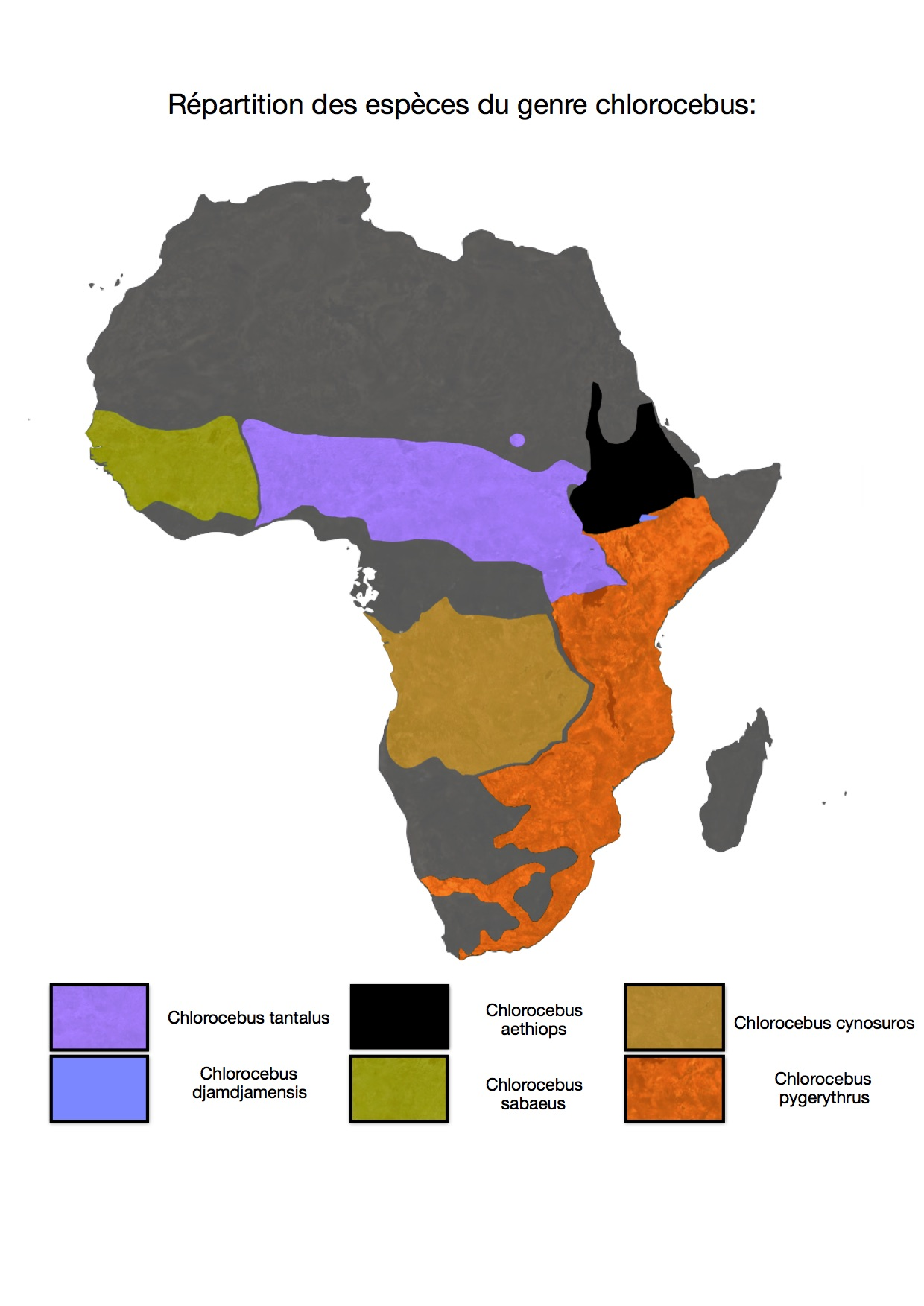
Die Verbreitungsgebiete der Grünen Meerkatzen (ohne Dryasmeerkatze)

Früher stellte man die Grünen Meerkatzen in die Gattung der eigentlichen Meerkatzen (Cercopithecus). Unterschiede im Körperbau und in der Lebensweise haben dazu geführt, dass sie heute eine eigene Gattung, Chlorocebus geführt werden. Früher wurden alle Tiere zu einer einzigen Art, der Grünen Meerkatze (Chlorocebus aethiops, Syn.: Cercopithecus aethiops) zusammengefasst. Diese wurde später in sechs Arten unterteilt. Außerdem wurde im Jahr 2020 die vorher zu den eigentlichen Meerkatzen (Cercopithecus) gehörende Dryasmeerkatze (Chlorocebus dryas) in die Gattung Chlorocebus gestellt. Sie nimmt eine basale Stellung ein und kommt im Unterschied zu den savannenbewohnenden alten Arten in zwei kleinen Gebieten im Kongoregenwald vor.
- Die Äthiopische Grünmeerkatze (Chlorocebus aethiops) ist in Äthiopien, Eritrea und Sudan beheimatet.
- Die Malbrouck-Grünmeerkatze (Chlorocebus cynosuros) lebt im südwestlichen Afrika.
- Die Bale-Grünmeerkatze (Chlorocebus djamdjamensis) ist durch das längere, dichtere Fell gekennzeichnet, das meistens dunkel gefärbt ist. Die Art ist in Äthiopien endemisch.
- Die Südliche Grünmeerkatze (Chlorocebus pygerythrus) ist in weiten Teilen des östlichen und südlichen Afrikas verbreitet.
- Die Westliche Grünmeerkatze (Chlorocebus sabaeus) lebt im westlichen Afrika, von Senegal bis Burkina Faso und Ghana.
- Die Tantalus-Grünmeerkatze (Chlorocebus tantalus) ist im mittleren Afrika, von Ghana bis Kenia, beheimatet.
- Die Dryasmeerkatze (Chlorocebus dryas) kommt nur in zwei kleinen Gebieten im Kongoregenwald vor.[1]

Systematik der Grünen Meerkatzen nach Vergleich der mt-DNA:
|  | Südliche Grünmeerkatze (C. pygerythrus pygerythrus), Südafrika                                                                           |
|  | |
|  | \| \| Malbrouck-Grünmeerkatze (C. cynosuros) \| \| \| \| \| \| Südliche Grünmeerkatze (C. pygerythrus pygerythrus), Botswana \| \| \| \| |
|  | |
|  | Malbrouck-Grünmeerkatze (C. cynosuros)                                                                                                   |
|  | |
|  | Südliche Grünmeerkatze (C. pygerythrus pygerythrus), Botswana                                                                            |
|  | |

|  | Malbrouck-Grünmeerkatze (C. cynosuros)                        |
|  |                                                               |
|  | Südliche Grünmeerkatze (C. pygerythrus pygerythrus), Botswana |
|  |                                                               |

|  | Südliche Grünmeerkatze (C. pygerythrus pygerythrus), Südafrika                                                                           |
|  | |
|  | \| \| Malbrouck-Grünmeerkatze (C. cynosuros) \| \| \| \| \| \| Südliche Grünmeerkatze (C. pygerythrus pygerythrus), Botswana \| \| \| \| |
|  | |
|  | Malbrouck-Grünmeerkatze (C. cynosuros)                                                                                                   |
|  | |
|  | Südliche Grünmeerkatze (C. pygerythrus pygerythrus), Botswana                                                                            |
|  | |

|  | Malbrouck-Grünmeerkatze (C. cynosuros)                        |
|  |                                                               |
|  | Südliche Grünmeerkatze (C. pygerythrus pygerythrus), Botswana |
|  |                                                               |

|  | Südliche Grünmeerkatze (C. pygerythrus pygerythrus), Südafrika                                                                           |
|  | |
|  | \| \| Malbrouck-Grünmeerkatze (C. cynosuros) \| \| \| \| \| \| Südliche Grünmeerkatze (C. pygerythrus pygerythrus), Botswana \| \| \| \| |
|  | |
|  | Malbrouck-Grünmeerkatze (C. cynosuros)                                                                                                   |
|  | |
|  | Südliche Grünmeerkatze (C. pygerythrus pygerythrus), Botswana                                                                            |
|  | |

|  | Malbrouck-Grünmeerkatze (C. cynosuros)                        |
|  |                                                               |
|  | Südliche Grünmeerkatze (C. pygerythrus pygerythrus), Botswana |
|  |                                                               |

|  | Südliche Grünmeerkatze (C. pygerythrus pygerythrus), Südafrika                                                                           |
|  | |
|  | \| \| Malbrouck-Grünmeerkatze (C. cynosuros) \| \| \| \| \| \| Südliche Grünmeerkatze (C. pygerythrus pygerythrus), Botswana \| \| \| \| |
|  | |
|  | Malbrouck-Grünmeerkatze (C. cynosuros)                                                                                                   |
|  | |
|  | Südliche Grünmeerkatze (C. pygerythrus pygerythrus), Botswana                                                                            |
|  | |

|  | Malbrouck-Grünmeerkatze (C. cynosuros)                        |
|  |                                                               |
|  | Südliche Grünmeerkatze (C. pygerythrus pygerythrus), Botswana |
|  |                                                               |

|  | Südliche Grünmeerkatze (C. pygerythrus pygerythrus), Südafrika                                                                           |
|  | |
|  | \| \| Malbrouck-Grünmeerkatze (C. cynosuros) \| \| \| \| \| \| Südliche Grünmeerkatze (C. pygerythrus pygerythrus), Botswana \| \| \| \| |
|  | |
|  | Malbrouck-Grünmeerkatze (C. cynosuros)                                                                                                   |
|  | |
|  | Südliche Grünmeerkatze (C. pygerythrus pygerythrus), Botswana                                                                            |
|  | |

|  | Malbrouck-Grünmeerkatze (C. cynosuros)                        |
|  |                                                               |
|  | Südliche Grünmeerkatze (C. pygerythrus pygerythrus), Botswana |
|  |                                                               |

|  | Südliche Grünmeerkatze (C. pygerythrus pygerythrus), Südafrika                                                                           |
|  | |
|  | \| \| Malbrouck-Grünmeerkatze (C. cynosuros) \| \| \| \| \| \| Südliche Grünmeerkatze (C. pygerythrus pygerythrus), Botswana \| \| \| \| |
|  | |
|  | Malbrouck-Grünmeerkatze (C. cynosuros)                                                                                                   |
|  | |
|  | Südliche Grünmeerkatze (C. pygerythrus pygerythrus), Botswana                                                                            |
|  | |

|  | Malbrouck-Grünmeerkatze (C. cynosuros)                        |
|  |                                                               |
|  | Südliche Grünmeerkatze (C. pygerythrus pygerythrus), Botswana |
|  |                                                               |

|  | Südliche Grünmeerkatze (C. pygerythrus pygerythrus), Südafrika                                                                           |
|  | |
|  | \| \| Malbrouck-Grünmeerkatze (C. cynosuros) \| \| \| \| \| \| Südliche Grünmeerkatze (C. pygerythrus pygerythrus), Botswana \| \| \| \| |
|  | |
|  | Malbrouck-Grünmeerkatze (C. cynosuros)                                                                                                   |
|  | |
|  | Südliche Grünmeerkatze (C. pygerythrus pygerythrus), Botswana                                                                            |
|  | |

|  | Malbrouck-Grünmeerkatze (C. cynosuros)                        |
|  |                                                               |
|  | Südliche Grünmeerkatze (C. pygerythrus pygerythrus), Botswana |
|  |                                                               |

|  | Südliche Grünmeerkatze (C. pygerythrus pygerythrus), Südafrika                                                                           |
|  | |
|  | \| \| Malbrouck-Grünmeerkatze (C. cynosuros) \| \| \| \| \| \| Südliche Grünmeerkatze (C. pygerythrus pygerythrus), Botswana \| \| \| \| |
|  | |
|  | Malbrouck-Grünmeerkatze (C. cynosuros)                                                                                                   |
|  | |
|  | Südliche Grünmeerkatze (C. pygerythrus pygerythrus), Botswana                                                                            |
|  | |

|  | Malbrouck-Grünmeerkatze (C. cynosuros)                        |
|  |                                                               |
|  | Südliche Grünmeerkatze (C. pygerythrus pygerythrus), Botswana |
|  |                                                               |

|  | Südliche Grünmeerkatze (C. pygerythrus pygerythrus), Südafrika                                                                           |
|  | |
|  | \| \| Malbrouck-Grünmeerkatze (C. cynosuros) \| \| \| \| \| \| Südliche Grünmeerkatze (C. pygerythrus pygerythrus), Botswana \| \| \| \| |
|  | |
|  | Malbrouck-Grünmeerkatze (C. cynosuros)                                                                                                   |
|  | |
|  | Südliche Grünmeerkatze (C. pygerythrus pygerythrus), Botswana                                                                            |
|  | |

|  | Malbrouck-Grünmeerkatze (C. cynosuros)                        |
|  |                                                               |
|  | Südliche Grünmeerkatze (C. pygerythrus pygerythrus), Botswana |
|  |                                                               |

|  | Südliche Grünmeerkatze (C. pygerythrus pygerythrus), Südafrika                                                                           |
|  | |
|  | \| \| Malbrouck-Grünmeerkatze (C. cynosuros) \| \| \| \| \| \| Südliche Grünmeerkatze (C. pygerythrus pygerythrus), Botswana \| \| \| \| |
|  | |
|  | Malbrouck-Grünmeerkatze (C. cynosuros)                                                                                                   |
|  | |
|  | Südliche Grünmeerkatze (C. pygerythrus pygerythrus), Botswana                                                                            |
|  | |

|  | Malbrouck-Grünmeerkatze (C. cynosuros)                        |
|  |                                                               |
|  | Südliche Grünmeerkatze (C. pygerythrus pygerythrus), Botswana |
|  |                                                               |

|  | Südliche Grünmeerkatze (C. pygerythrus pygerythrus), Südafrika                                                                           |
|  | |
|  | \| \| Malbrouck-Grünmeerkatze (C. cynosuros) \| \| \| \| \| \| Südliche Grünmeerkatze (C. pygerythrus pygerythrus), Botswana \| \| \| \| |
|  | |
|  | Malbrouck-Grünmeerkatze (C. cynosuros)                                                                                                   |
|  | |
|  | Südliche Grünmeerkatze (C. pygerythrus pygerythrus), Botswana                                                                            |
|  | |

|  | Malbrouck-Grünmeerkatze (C. cynosuros)                        |
|  |                                                               |
|  | Südliche Grünmeerkatze (C. pygerythrus pygerythrus), Botswana |
|  |                                                               |

|  | Südliche Grünmeerkatze (C. pygerythrus pygerythrus), Südafrika                                                                           |
|  | |
|  | \| \| Malbrouck-Grünmeerkatze (C. cynosuros) \| \| \| \| \| \| Südliche Grünmeerkatze (C. pygerythrus pygerythrus), Botswana \| \| \| \| |
|  | |
|  | Malbrouck-Grünmeerkatze (C. cynosuros)                                                                                                   |
|  | |
|  | Südliche Grünmeerkatze (C. pygerythrus pygerythrus), Botswana                                                                            |
|  | |

|  | Malbrouck-Grünmeerkatze (C. cynosuros)                        |
|  |                                                               |
|  | Südliche Grünmeerkatze (C. pygerythrus pygerythrus), Botswana |
|  |                                                               |

|  | Südliche Grünmeerkatze (C. pygerythrus pygerythrus), Südafrika                                                                           |
|  | |
|  | \| \| Malbrouck-Grünmeerkatze (C. cynosuros) \| \| \| \| \| \| Südliche Grünmeerkatze (C. pygerythrus pygerythrus), Botswana \| \| \| \| |
|  | |
|  | Malbrouck-Grünmeerkatze (C. cynosuros)                                                                                                   |
|  | |
|  | Südliche Grünmeerkatze (C. pygerythrus pygerythrus), Botswana                                                                            |
|  | |

|  | Malbrouck-Grünmeerkatze (C. cynosuros)                        |
|  |                                                               |
|  | Südliche Grünmeerkatze (C. pygerythrus pygerythrus), Botswana |
|  |                                                               |

|  | Südliche Grünmeerkatze (C. pygerythrus pygerythrus), Südafrika                                                                           |
|  | |
|  | \| \| Malbrouck-Grünmeerkatze (C. cynosuros) \| \| \| \| \| \| Südliche Grünmeerkatze (C. pygerythrus pygerythrus), Botswana \| \| \| \| |
|  | |
|  | Malbrouck-Grünmeerkatze (C. cynosuros)                                                                                                   |
|  | |
|  | Südliche Grünmeerkatze (C. pygerythrus pygerythrus), Botswana                                                                            |
|  | |

|  | Malbrouck-Grünmeerkatze (C. cynosuros)                        |
|  |                                                               |
|  | Südliche Grünmeerkatze (C. pygerythrus pygerythrus), Botswana |
|  |                                                               |

|  | Südliche Grünmeerkatze (C. pygerythrus pygerythrus), Südafrika                                                                           |
|  | |
|  | \| \| Malbrouck-Grünmeerkatze (C. cynosuros) \| \| \| \| \| \| Südliche Grünmeerkatze (C. pygerythrus pygerythrus), Botswana \| \| \| \| |
|  | |
|  | Malbrouck-Grünmeerkatze (C. cynosuros)                                                                                                   |
|  | |
|  | Südliche Grünmeerkatze (C. pygerythrus pygerythrus), Botswana                                                                            |
|  | |

|  | Malbrouck-Grünmeerkatze (C. cynosuros)                        |
|  |                                                               |
|  | Südliche Grünmeerkatze (C. pygerythrus pygerythrus), Botswana |
|  |                                                               |

|  | Südliche Grünmeerkatze (C. pygerythrus pygerythrus), Südafrika                                                                           |
|  | |
|  | \| \| Malbrouck-Grünmeerkatze (C. cynosuros) \| \| \| \| \| \| Südliche Grünmeerkatze (C. pygerythrus pygerythrus), Botswana \| \| \| \| |
|  | |
|  | Malbrouck-Grünmeerkatze (C. cynosuros)                                                                                                   |
|  | |
|  | Südliche Grünmeerkatze (C. pygerythrus pygerythrus), Botswana                                                                            |
|  | |

|  | Malbrouck-Grünmeerkatze (C. cynosuros)                        |
|  |                                                               |
|  | Südliche Grünmeerkatze (C. pygerythrus pygerythrus), Botswana |
|  |                                                               |

|  | Südliche Grünmeerkatze (C. pygerythrus pygerythrus), Südafrika                                                                           |
|  | |
|  | \| \| Malbrouck-Grünmeerkatze (C. cynosuros) \| \| \| \| \| \| Südliche Grünmeerkatze (C. pygerythrus pygerythrus), Botswana \| \| \| \| |
|  | |
|  | Malbrouck-Grünmeerkatze (C. cynosuros)                                                                                                   |
|  | |
|  | Südliche Grünmeerkatze (C. pygerythrus pygerythrus), Botswana                                                                            |
|  | |

|  | Malbrouck-Grünmeerkatze (C. cynosuros)                        |
|  |                                                               |
|  | Südliche Grünmeerkatze (C. pygerythrus pygerythrus), Botswana |
|  |                                                               |

|  | Südliche Grünmeerkatze (C. pygerythrus pygerythrus), Südafrika                                                                           |
|  | |
|  | \| \| Malbrouck-Grünmeerkatze (C. cynosuros) \| \| \| \| \| \| Südliche Grünmeerkatze (C. pygerythrus pygerythrus), Botswana \| \| \| \| |
|  | |
|  | Malbrouck-Grünmeerkatze (C. cynosuros)                                                                                                   |
|  | |
|  | Südliche Grünmeerkatze (C. pygerythrus pygerythrus), Botswana                                                                            |
|  | |

|  | Malbrouck-Grünmeerkatze (C. cynosuros)                        |
|  |                                                               |
|  | Südliche Grünmeerkatze (C. pygerythrus pygerythrus), Botswana |
|  |                                                               |

|  | Südliche Grünmeerkatze (C. pygerythrus pygerythrus), Südafrika                                                                           |
|  | |
|  | \| \| Malbrouck-Grünmeerkatze (C. cynosuros) \| \| \| \| \| \| Südliche Grünmeerkatze (C. pygerythrus pygerythrus), Botswana \| \| \| \| |
|  | |
|  | Malbrouck-Grünmeerkatze (C. cynosuros)                                                                                                   |
|  | |
|  | Südliche Grünmeerkatze (C. pygerythrus pygerythrus), Botswana                                                                            |
|  | |

|  | Malbrouck-Grünmeerkatze (C. cynosuros)                        |
|  |                                                               |
|  | Südliche Grünmeerkatze (C. pygerythrus pygerythrus), Botswana |
|  |                                                               |

|  | Südliche Grünmeerkatze (C. pygerythrus pygerythrus), Südafrika                                                                           |
|  | |
|  | \| \| Malbrouck-Grünmeerkatze (C. cynosuros) \| \| \| \| \| \| Südliche Grünmeerkatze (C. pygerythrus pygerythrus), Botswana \| \| \| \| |
|  | |
|  | Malbrouck-Grünmeerkatze (C. cynosuros)                                                                                                   |
|  | |
|  | Südliche Grünmeerkatze (C. pygerythrus pygerythrus), Botswana                                                                            |
|  | |

|  | Malbrouck-Grünmeerkatze (C. cynosuros)                        |
|  |                                                               |
|  | Südliche Grünmeerkatze (C. pygerythrus pygerythrus), Botswana |
|  |                                                               |

|  | Südliche Grünmeerkatze (C. pygerythrus pygerythrus), Südafrika                                                                           |
|  | |
|  | \| \| Malbrouck-Grünmeerkatze (C. cynosuros) \| \| \| \| \| \| Südliche Grünmeerkatze (C. pygerythrus pygerythrus), Botswana \| \| \| \| |
|  | |
|  | Malbrouck-Grünmeerkatze (C. cynosuros)                                                                                                   |
|  | |
|  | Südliche Grünmeerkatze (C. pygerythrus pygerythrus), Botswana                                                                            |
|  | |

|  | Malbrouck-Grünmeerkatze (C. cynosuros)                        |
|  |                                                               |
|  | Südliche Grünmeerkatze (C. pygerythrus pygerythrus), Botswana |
|  |                                                               |

|  | Südliche Grünmeerkatze (C. pygerythrus pygerythrus), Südafrika                                                                           |
|  | |
|  | \| \| Malbrouck-Grünmeerkatze (C. cynosuros) \| \| \| \| \| \| Südliche Grünmeerkatze (C. pygerythrus pygerythrus), Botswana \| \| \| \| |
|  | |
|  | Malbrouck-Grünmeerkatze (C. cynosuros)                                                                                                   |
|  | |
|  | Südliche Grünmeerkatze (C. pygerythrus pygerythrus), Botswana                                                                            |
|  | |

|  | Malbrouck-Grünmeerkatze (C. cynosuros)                        |
|  |                                                               |
|  | Südliche Grünmeerkatze (C. pygerythrus pygerythrus), Botswana |
|  |                                                               |

|  | Südliche Grünmeerkatze (C. pygerythrus pygerythrus), Südafrika                                                                           |
|  | |
|  | \| \| Malbrouck-Grünmeerkatze (C. cynosuros) \| \| \| \| \| \| Südliche Grünmeerkatze (C. pygerythrus pygerythrus), Botswana \| \| \| \| |
|  | |
|  | Malbrouck-Grünmeerkatze (C. cynosuros)                                                                                                   |
|  | |
|  | Südliche Grünmeerkatze (C. pygerythrus pygerythrus), Botswana                                                                            |
|  | |

|  | Malbrouck-Grünmeerkatze (C. cynosuros)                        |
|  |                                                               |
|  | Südliche Grünmeerkatze (C. pygerythrus pygerythrus), Botswana |
|  |                                                               |

|  | Südliche Grünmeerkatze (C. pygerythrus pygerythrus), Südafrika                                                                           |
|  | |
|  | \| \| Malbrouck-Grünmeerkatze (C. cynosuros) \| \| \| \| \| \| Südliche Grünmeerkatze (C. pygerythrus pygerythrus), Botswana \| \| \| \| |
|  | |
|  | Malbrouck-Grünmeerkatze (C. cynosuros)                                                                                                   |
|  | |
|  | Südliche Grünmeerkatze (C. pygerythrus pygerythrus), Botswana                                                                            |
|  | |

|  | Malbrouck-Grünmeerkatze (C. cynosuros)                        |
|  |                                                               |
|  | Südliche Grünmeerkatze (C. pygerythrus pygerythrus), Botswana |
|  |                                                               |

|  | Südliche Grünmeerkatze (C. pygerythrus pygerythrus), Südafrika                                                                           |
|  | |
|  | \| \| Malbrouck-Grünmeerkatze (C. cynosuros) \| \| \| \| \| \| Südliche Grünmeerkatze (C. pygerythrus pygerythrus), Botswana \| \| \| \| |
|  | |
|  | Malbrouck-Grünmeerkatze (C. cynosuros)                                                                                                   |
|  | |
|  | Südliche Grünmeerkatze (C. pygerythrus pygerythrus), Botswana                                                                            |
|  | |

|  | Malbrouck-Grünmeerkatze (C. cynosuros)                        |
|  |                                                               |
|  | Südliche Grünmeerkatze (C. pygerythrus pygerythrus), Botswana |
|  |                                                               |

|  | Südliche Grünmeerkatze (C. pygerythrus pygerythrus), Südafrika                                                                           |
|  | |
|  | \| \| Malbrouck-Grünmeerkatze (C. cynosuros) \| \| \| \| \| \| Südliche Grünmeerkatze (C. pygerythrus pygerythrus), Botswana \| \| \| \| |
|  | |
|  | Malbrouck-Grünmeerkatze (C. cynosuros)                                                                                                   |
|  | |
|  | Südliche Grünmeerkatze (C. pygerythrus pygerythrus), Botswana                                                                            |
|  | |

|  | Malbrouck-Grünmeerkatze (C. cynosuros)                        |
|  |                                                               |
|  | Südliche Grünmeerkatze (C. pygerythrus pygerythrus), Botswana |
|  |                                                               |

|  | Südliche Grünmeerkatze (C. pygerythrus pygerythrus), Südafrika                                                                           |
|  | |
|  | \| \| Malbrouck-Grünmeerkatze (C. cynosuros) \| \| \| \| \| \| Südliche Grünmeerkatze (C. pygerythrus pygerythrus), Botswana \| \| \| \| |
|  | |
|  | Malbrouck-Grünmeerkatze (C. cynosuros)                                                                                                   |
|  | |
|  | Südliche Grünmeerkatze (C. pygerythrus pygerythrus), Botswana                                                                            |
|  | |

|  | Malbrouck-Grünmeerkatze (C. cynosuros)                        |
|  |                                                               |
|  | Südliche Grünmeerkatze (C. pygerythrus pygerythrus), Botswana |
|  |                                                               |

|  | Südliche Grünmeerkatze (C. pygerythrus pygerythrus), Südafrika                                                                           |
|  | |
|  | \| \| Malbrouck-Grünmeerkatze (C. cynosuros) \| \| \| \| \| \| Südliche Grünmeerkatze (C. pygerythrus pygerythrus), Botswana \| \| \| \| |
|  | |
|  | Malbrouck-Grünmeerkatze (C. cynosuros)                                                                                                   |
|  | |
|  | Südliche Grünmeerkatze (C. pygerythrus pygerythrus), Botswana                                                                            |
|  | |

|  | Malbrouck-Grünmeerkatze (C. cynosuros)                        |
|  |                                                               |
|  | Südliche Grünmeerkatze (C. pygerythrus pygerythrus), Botswana |
|  |                                                               |

|  | Südliche Grünmeerkatze (C. pygerythrus pygerythrus), Südafrika                                                                           |
|  | |
|  | \| \| Malbrouck-Grünmeerkatze (C. cynosuros) \| \| \| \| \| \| Südliche Grünmeerkatze (C. pygerythrus pygerythrus), Botswana \| \| \| \| |
|  | |
|  | Malbrouck-Grünmeerkatze (C. cynosuros)                                                                                                   |
|  | |
|  | Südliche Grünmeerkatze (C. pygerythrus pygerythrus), Botswana                                                                            |
|  | |

|  | Malbrouck-Grünmeerkatze (C. cynosuros)                        |
|  |                                                               |
|  | Südliche Grünmeerkatze (C. pygerythrus pygerythrus), Botswana |
|  |                                                               |

|  | Südliche Grünmeerkatze (C. pygerythrus pygerythrus), Südafrika                                                                           |
|  | |
|  | \| \| Malbrouck-Grünmeerkatze (C. cynosuros) \| \| \| \| \| \| Südliche Grünmeerkatze (C. pygerythrus pygerythrus), Botswana \| \| \| \| |
|  | |
|  | Malbrouck-Grünmeerkatze (C. cynosuros)                                                                                                   |
|  | |
|  | Südliche Grünmeerkatze (C. pygerythrus pygerythrus), Botswana                                                                            |
|  | |

|  | Malbrouck-Grünmeerkatze (C. cynosuros)                        |
|  |                                                               |
|  | Südliche Grünmeerkatze (C. pygerythrus pygerythrus), Botswana |
|  |                                                               |

|  | Südliche Grünmeerkatze (C. pygerythrus pygerythrus), Südafrika                                                                           |
|  | |
|  | \| \| Malbrouck-Grünmeerkatze (C. cynosuros) \| \| \| \| \| \| Südliche Grünmeerkatze (C. pygerythrus pygerythrus), Botswana \| \| \| \| |
|  | |
|  | Malbrouck-Grünmeerkatze (C. cynosuros)                                                                                                   |
|  | |
|  | Südliche Grünmeerkatze (C. pygerythrus pygerythrus), Botswana                                                                            |
|  | |

|  | Malbrouck-Grünmeerkatze (C. cynosuros)                        |
|  |                                                               |
|  | Südliche Grünmeerkatze (C. pygerythrus pygerythrus), Botswana |
|  |                                                               |

|  | Südliche Grünmeerkatze (C. pygerythrus pygerythrus), Südafrika                                                                           |
|  | |
|  | \| \| Malbrouck-Grünmeerkatze (C. cynosuros) \| \| \| \| \| \| Südliche Grünmeerkatze (C. pygerythrus pygerythrus), Botswana \| \| \| \| |
|  | |
|  | Malbrouck-Grünmeerkatze (C. cynosuros)                                                                                                   |
|  | |
|  | Südliche Grünmeerkatze (C. pygerythrus pygerythrus), Botswana                                                                            |
|  | |

|  | Malbrouck-Grünmeerkatze (C. cynosuros)                        |
|  |                                                               |
|  | Südliche Grünmeerkatze (C. pygerythrus pygerythrus), Botswana |
|  |                                                               |

Systematik der Grünen Meerkatzen nach Vergleich von Genen des Y-Chromosoms:
|  | Südliche Grünmeerkatze (C. pygerythrus pygerythrus), Südafrika                                                                           |
|  | |
|  | \| \| Malbrouck-Grünmeerkatze (C. cynosuros) \| \| \| \| \| \| Südliche Grünmeerkatze (C. pygerythrus pygerythrus), Botswana \| \| \| \| |
|  | |
|  | Malbrouck-Grünmeerkatze (C. cynosuros)                                                                                                   |
|  | |
|  | Südliche Grünmeerkatze (C. pygerythrus pygerythrus), Botswana                                                                            |
|  | |

|  | Malbrouck-Grünmeerkatze (C. cynosuros)                        |
|  |                                                               |
|  | Südliche Grünmeerkatze (C. pygerythrus pygerythrus), Botswana |
|  |                                                               |

|  | Südliche Grünmeerkatze (C. pygerythrus pygerythrus), Südafrika                                                                           |
|  | |
|  | \| \| Malbrouck-Grünmeerkatze (C. cynosuros) \| \| \| \| \| \| Südliche Grünmeerkatze (C. pygerythrus pygerythrus), Botswana \| \| \| \| |
|  | |
|  | Malbrouck-Grünmeerkatze (C. cynosuros)                                                                                                   |
|  | |
|  | Südliche Grünmeerkatze (C. pygerythrus pygerythrus), Botswana                                                                            |
|  | |

|  | Malbrouck-Grünmeerkatze (C. cynosuros)                        |
|  |                                                               |
|  | Südliche Grünmeerkatze (C. pygerythrus pygerythrus), Botswana |
|  |                                                               |

|  | Südliche Grünmeerkatze (C. pygerythrus pygerythrus), Südafrika                                                                           |
|  | |
|  | \| \| Malbrouck-Grünmeerkatze (C. cynosuros) \| \| \| \| \| \| Südliche Grünmeerkatze (C. pygerythrus pygerythrus), Botswana \| \| \| \| |
|  | |
|  | Malbrouck-Grünmeerkatze (C. cynosuros)                                                                                                   |
|  | |
|  | Südliche Grünmeerkatze (C. pygerythrus pygerythrus), Botswana                                                                            |
|  | |

|  | Malbrouck-Grünmeerkatze (C. cynosuros)                        |
|  |                                                               |
|  | Südliche Grünmeerkatze (C. pygerythrus pygerythrus), Botswana |
|  |                                                               |

|  | Südliche Grünmeerkatze (C. pygerythrus pygerythrus), Südafrika                                                                           |
|  | |
|  | \| \| Malbrouck-Grünmeerkatze (C. cynosuros) \| \| \| \| \| \| Südliche Grünmeerkatze (C. pygerythrus pygerythrus), Botswana \| \| \| \| |
|  | |
|  | Malbrouck-Grünmeerkatze (C. cynosuros)                                                                                                   |
|  | |
|  | Südliche Grünmeerkatze (C. pygerythrus pygerythrus), Botswana                                                                            |
|  | |

|  | Malbrouck-Grünmeerkatze (C. cynosuros)                        |
|  |                                                               |
|  | Südliche Grünmeerkatze (C. pygerythrus pygerythrus), Botswana |
|  |                                                               |

|  | Südliche Grünmeerkatze (C. pygerythrus pygerythrus), Südafrika                                                                           |
|  | |
|  | \| \| Malbrouck-Grünmeerkatze (C. cynosuros) \| \| \| \| \| \| Südliche Grünmeerkatze (C. pygerythrus pygerythrus), Botswana \| \| \| \| |
|  | |
|  | Malbrouck-Grünmeerkatze (C. cynosuros)                                                                                                   |
|  | |
|  | Südliche Grünmeerkatze (C. pygerythrus pygerythrus), Botswana                                                                            |
|  | |

|  | Malbrouck-Grünmeerkatze (C. cynosuros)                        |
|  |                                                               |
|  | Südliche Grünmeerkatze (C. pygerythrus pygerythrus), Botswana |
|  |                                                               |

|  | Südliche Grünmeerkatze (C. pygerythrus pygerythrus), Südafrika                                                                           |
|  | |
|  | \| \| Malbrouck-Grünmeerkatze (C. cynosuros) \| \| \| \| \| \| Südliche Grünmeerkatze (C. pygerythrus pygerythrus), Botswana \| \| \| \| |
|  | |
|  | Malbrouck-Grünmeerkatze (C. cynosuros)                                                                                                   |
|  | |
|  | Südliche Grünmeerkatze (C. pygerythrus pygerythrus), Botswana                                                                            |
|  | |

|  | Malbrouck-Grünmeerkatze (C. cynosuros)                        |
|  |                                                               |
|  | Südliche Grünmeerkatze (C. pygerythrus pygerythrus), Botswana |
|  |                                                               |

|  | Südliche Grünmeerkatze (C. pygerythrus pygerythrus), Südafrika                                                                           |
|  | |
|  | \| \| Malbrouck-Grünmeerkatze (C. cynosuros) \| \| \| \| \| \| Südliche Grünmeerkatze (C. pygerythrus pygerythrus), Botswana \| \| \| \| |
|  | |
|  | Malbrouck-Grünmeerkatze (C. cynosuros)                                                                                                   |
|  | |
|  | Südliche Grünmeerkatze (C. pygerythrus pygerythrus), Botswana                                                                            |
|  | |

|  | Malbrouck-Grünmeerkatze (C. cynosuros)                        |
|  |                                                               |
|  | Südliche Grünmeerkatze (C. pygerythrus pygerythrus), Botswana |
|  |                                                               |

|  | Südliche Grünmeerkatze (C. pygerythrus pygerythrus), Südafrika                                                                           |
|  | |
|  | \| \| Malbrouck-Grünmeerkatze (C. cynosuros) \| \| \| \| \| \| Südliche Grünmeerkatze (C. pygerythrus pygerythrus), Botswana \| \| \| \| |
|  | |
|  | Malbrouck-Grünmeerkatze (C. cynosuros)                                                                                                   |
|  | |
|  | Südliche Grünmeerkatze (C. pygerythrus pygerythrus), Botswana                                                                            |
|  | |

|  | Malbrouck-Grünmeerkatze (C. cynosuros)                        |
|  |                                                               |
|  | Südliche Grünmeerkatze (C. pygerythrus pygerythrus), Botswana |
|  |                                                               |

|  | Südliche Grünmeerkatze (C. pygerythrus pygerythrus), Südafrika                                                                           |
|  | |
|  | \| \| Malbrouck-Grünmeerkatze (C. cynosuros) \| \| \| \| \| \| Südliche Grünmeerkatze (C. pygerythrus pygerythrus), Botswana \| \| \| \| |
|  | |
|  | Malbrouck-Grünmeerkatze (C. cynosuros)                                                                                                   |
|  | |
|  | Südliche Grünmeerkatze (C. pygerythrus pygerythrus), Botswana                                                                            |
|  | |

|  | Malbrouck-Grünmeerkatze (C. cynosuros)                        |
|  |                                                               |
|  | Südliche Grünmeerkatze (C. pygerythrus pygerythrus), Botswana |
|  |                                                               |

|  | Südliche Grünmeerkatze (C. pygerythrus pygerythrus), Südafrika                                                                           |
|  | |
|  | \| \| Malbrouck-Grünmeerkatze (C. cynosuros) \| \| \| \| \| \| Südliche Grünmeerkatze (C. pygerythrus pygerythrus), Botswana \| \| \| \| |
|  | |
|  | Malbrouck-Grünmeerkatze (C. cynosuros)                                                                                                   |
|  | |
|  | Südliche Grünmeerkatze (C. pygerythrus pygerythrus), Botswana                                                                            |
|  | |

|  | Malbrouck-Grünmeerkatze (C. cynosuros)                        |
|  |                                                               |
|  | Südliche Grünmeerkatze (C. pygerythrus pygerythrus), Botswana |
|  |                                                               |

|  | Südliche Grünmeerkatze (C. pygerythrus pygerythrus), Südafrika                                                                           |
|  | |
|  | \| \| Malbrouck-Grünmeerkatze (C. cynosuros) \| \| \| \| \| \| Südliche Grünmeerkatze (C. pygerythrus pygerythrus), Botswana \| \| \| \| |
|  | |
|  | Malbrouck-Grünmeerkatze (C. cynosuros)                                                                                                   |
|  | |
|  | Südliche Grünmeerkatze (C. pygerythrus pygerythrus), Botswana                                                                            |
|  | |

|  | Malbrouck-Grünmeerkatze (C. cynosuros)                        |
|  |                                                               |
|  | Südliche Grünmeerkatze (C. pygerythrus pygerythrus), Botswana |
|  |                                                               |

|  | Südliche Grünmeerkatze (C. pygerythrus pygerythrus), Südafrika                                                                           |
|  | |
|  | \| \| Malbrouck-Grünmeerkatze (C. cynosuros) \| \| \| \| \| \| Südliche Grünmeerkatze (C. pygerythrus pygerythrus), Botswana \| \| \| \| |
|  | |
|  | Malbrouck-Grünmeerkatze (C. cynosuros)                                                                                                   |
|  | |
|  | Südliche Grünmeerkatze (C. pygerythrus pygerythrus), Botswana                                                                            |
|  | |

|  | Malbrouck-Grünmeerkatze (C. cynosuros)                        |
|  |                                                               |
|  | Südliche Grünmeerkatze (C. pygerythrus pygerythrus), Botswana |
|  |                                                               |

|  | Südliche Grünmeerkatze (C. pygerythrus pygerythrus), Südafrika                                                                           |
|  | |
|  | \| \| Malbrouck-Grünmeerkatze (C. cynosuros) \| \| \| \| \| \| Südliche Grünmeerkatze (C. pygerythrus pygerythrus), Botswana \| \| \| \| |
|  | |
|  | Malbrouck-Grünmeerkatze (C. cynosuros)                                                                                                   |
|  | |
|  | Südliche Grünmeerkatze (C. pygerythrus pygerythrus), Botswana                                                                            |
|  | |

|  | Malbrouck-Grünmeerkatze (C. cynosuros)                        |
|  |                                                               |
|  | Südliche Grünmeerkatze (C. pygerythrus pygerythrus), Botswana |
|  |                                                               |

|  | Südliche Grünmeerkatze (C. pygerythrus pygerythrus), Südafrika                                                                           |
|  | |
|  | \| \| Malbrouck-Grünmeerkatze (C. cynosuros) \| \| \| \| \| \| Südliche Grünmeerkatze (C. pygerythrus pygerythrus), Botswana \| \| \| \| |
|  | |
|  | Malbrouck-Grünmeerkatze (C. cynosuros)                                                                                                   |
|  | |
|  | Südliche Grünmeerkatze (C. pygerythrus pygerythrus), Botswana                                                                            |
|  | |

|  | Malbrouck-Grünmeerkatze (C. cynosuros)                        |
|  |                                                               |
|  | Südliche Grünmeerkatze (C. pygerythrus pygerythrus), Botswana |
|  |                                                               |

|  | Südliche Grünmeerkatze (C. pygerythrus pygerythrus), Südafrika                                                                           |
|  | |
|  | \| \| Malbrouck-Grünmeerkatze (C. cynosuros) \| \| \| \| \| \| Südliche Grünmeerkatze (C. pygerythrus pygerythrus), Botswana \| \| \| \| |
|  | |
|  | Malbrouck-Grünmeerkatze (C. cynosuros)                                                                                                   |
|  | |
|  | Südliche Grünmeerkatze (C. pygerythrus pygerythrus), Botswana                                                                            |
|  | |

|  | Malbrouck-Grünmeerkatze (C. cynosuros)                        |
|  |                                                               |
|  | Südliche Grünmeerkatze (C. pygerythrus pygerythrus), Botswana |
|  |                                                               |

|  | Südliche Grünmeerkatze (C. pygerythrus pygerythrus), Südafrika                                                                           |
|  | |
|  | \| \| Malbrouck-Grünmeerkatze (C. cynosuros) \| \| \| \| \| \| Südliche Grünmeerkatze (C. pygerythrus pygerythrus), Botswana \| \| \| \| |
|  | |
|  | Malbrouck-Grünmeerkatze (C. cynosuros)                                                                                                   |
|  | |
|  | Südliche Grünmeerkatze (C. pygerythrus pygerythrus), Botswana                                                                            |
|  | |

|  | Malbrouck-Grünmeerkatze (C. cynosuros)                        |
|  |                                                               |
|  | Südliche Grünmeerkatze (C. pygerythrus pygerythrus), Botswana |
|  |                                                               |

## Grüne Meerkatzen und Menschen
Grüne Meerkatzen haben ein weites Verbreitungsgebiet und sind auch unempfindlicher für die Nähe des Menschen als andere Primatenarten. Manchmal plündern sie auch Plantagen und gelten als Plage. In geringem Ausmaß werden sie wegen ihres Fleisches gejagt, insgesamt kommen sie häufig vor und sind nicht bedroht. 
Nierenzellen von Grünen Meerkatzen werden als sogenannte Vero-Zellen kultiviert und in der medizinischen Forschung, vor allem in der Virologie verwendet.

## Biomedizinisches Modell
Grüne Meerkatzen bilden ein wichtiges Modell bei der Erforschung von AIDS, neurodegenerativen Prozessen, Neurobiologie, Stoffwechsel und Adipositas. Den Wissenschaftlern gelang es, das Grünmeerkatzen-Genom zu sequenzieren; die Referenzsequenz des Genoms ist über zwei Genombrowser verfügbar. Forschungen zu den Genomen Grüner Meerkatzen in Afrika und auf den Karibikinseln St. Kitts, Nevis und Barbados haben erwiesen, dass die karibischen Grünen Meerkatzen aus Westafrika stammen.
Wissenschaftliche Untersuchungen zeigten auch, dass das Genom der Grünen Meerkatzen durch die natürliche Selektion, insbesondere durch Viren stark beeinflusst wurde, einschließlich des Affenvirus SIV (des Simianen-Immundefizienz-Virus), das mit HIV (dem Humanen-Immundefizienz-Virus) zusammenhängt und bei Menschen unbehandelt zu AIDS, dem erworbenen Immundefektsyndrom, führt. Grüne Meerkatzen bilden auch ein Modell zur Erkennung natürlicher Entwicklungsmechanismen. Im Gehirn und in einer Reihe von peripheren Geweben der Grünmeerkatzen wurde in der individuellen Entwicklung beider Geschlechter die Genregulation untersucht und in den Geweben wurden genetische Regulatoren der Genexpression identifiziert.